# Plaisirs cachés
Pour plus de détails, voir Fiche technique et Distribution.
Plaisirs cachés (Los placeres ocultos) est un film espagnol réalisé par Eloy de la Iglesia, sorti en 1977. 

## Synopsis
Eduardo est un directeur de banque homosexuel, qui vit sa vie sexuelle pleinement mais en secret. Il rencontre Miguel, un jeune de la banlieue pauvre de Madrid. Eduardo tombe amoureux de lui, et demande son adresse à Nes, un gay qui vit dans le quartier de Miguel. Puis Eduardo offre un poste au jeune homme dans l'entreprise de son ami Raúl. Les deux hommes deviennent de plus en plus proches, Eduardo va jusqu'à acheter une moto à Miguel. Mais ce dernier est hétérosexuel, il a une fiancée tout en ayant une liaison avec une femme mariée.

## Fiche technique
- Titre : Plaisirs cachés[1]
- Titre original : Los placeres ocultos
- Réalisation : Eloy de la Iglesia
- Production : Oscar Guarido, Ángel Huete
- Scénario : Eloy de la Iglesia, Rafael Sánchez Campoy, Gonzalo Goicoechea
- Musique : Carmelo A. Bernaola
- Photographie : Carlos Suárez
- Montage : Jose Luis Matesanz
- Langues : castillan
- Format :
- Genre : comédie dramatique
- Durée : 94 minutes
- Dates de sortie : 26 mai 1977

## Distribution
- Simón Andreu : Eduardo
- Tony Fuentes : Miguel
- Charo López : Rosa (la maîtresse de Miguel)
- Beatriz Rossat : Carmen (la fiancée de Miguel)
- Antonio Corencia : Raúl (l'ami d'Eduardo)
- Germán Cobos : Ignacio (le frère d'Eduardo)
- Ana Farra : la mère d'Eduardo
- Ángel Pardo : Nes
- Queta Claver : la mère de Miguel
- Antonio Iranzo : le père de Carmen
- Antonio Gamero : le voyeur dans le parc
- Josele Román : Pili (une prostituée)
- Carmen Platero : Olga (une prostituée)